# Corinne Le Quéré

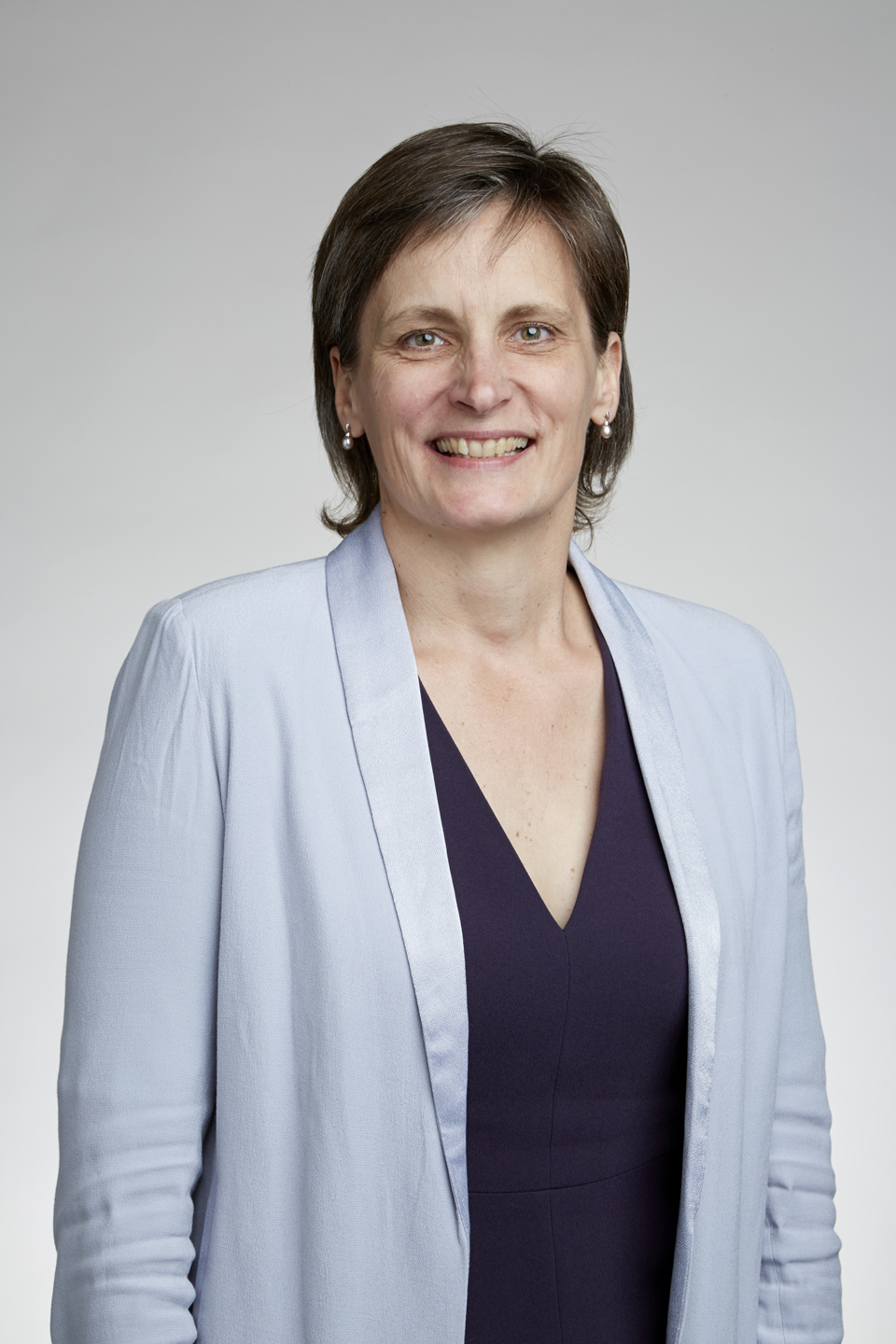
Corinne Le Quéré (2016)

Corinne Le Quéré CBE (* 1966) ist eine kanadische Klimawissenschaftlerin. Sie ist Professorin für Klimawandelwissenschaft und -politik an der University of East Anglia und frühere langjährige Leiterin des Tyndall Centre for Climate Change Research.

## Leben
Le Quéré schloss 1990 ein Bachelorstudium der Physik an der Universität Montréal ab, 1992 ein Masterstudium der Atmosphären- und Ozeanwissenschaften an der McGill University und 1999 ein Promotionsstudium der Ozeanografie der Universität Paris VI. Sie war von 1992 bis 1996 an der Princeton University tätig, von 2000 bis 2004 am Max-Planck-Institut für Biogeochemie und von 2005 bis 2010 beim British Antarctic Survey. Von 2011 bis 2018 leitete sie das Tyndall Centre for Climate Change Research.

## Wirken
Le Quérés Forschung befasst sich mit den Wechselwirkungen zwischen dem Klimawandel und dem Kohlenstoffkreislauf. Sie leitet die jährlichen Fortschreibung des Global Carbon Budget des Global Carbon Project, mit dem Informationen über den weltweiten und nationalen Kohlenstoffausstoß und dessen Verteilung zwischen Atmosphäre, Land und Ozeanen einschließlich ihrer Treiber bereitgestellt werden. Sie ist im Vereinigten Königreich Mitglied des Committee on Climate Change und in Frankreich des entsprechenden Hohen Rates für das Klima. Sie ist eine der Verfasserinnen des Dritten, Vierten und Fünften Sachstandsberichts des Zwischenstaatlichen Ausschusses für Klimaänderungen (IPCC).
Le Quéré nimmt regelmäßig in der Öffentlichkeit zur Klimakrise Stellung. So sagte sie Ende 2018: „Es müsste sehr viel mehr getan werden, denn wenn sich die Staaten nur an ihre bisher abgegebenen Selbstverpflichtungen halten sind wir eher auf dem Weg zu einer globalen Erwärmung um drei Grad Celsius. Dieses Jahr konnten wir sehen, wie der Klimawandel weltweit Hitzewellen verstärkt. Die Buschbrände in Kalifornien waren eine Momentaufnahme der wachsenden Probleme, die uns bevorstehen, wenn die Emissionen nicht schnell reduziert werden.“ Sie mahnt zudem ein schnelleres Handeln an. So sagte sie einmal: „Mit dem von Menschen verursachten Ausstoß von 41 Milliarden Tonnen CO2 im Jahr 2017 läuft uns die Zeit davon. Es wird so schwierig, die Erderwärmung weit unter zwei Grad Celsius zu halten, geschweige denn unter 1,5 Grad.“

## Auszeichnungen und Ehrungen
- Blaise-Pascal-Medaille (2015)
- A.H.-Heineken-Preis für Umweltwissenschaften (2020)
- Ehrendoktor der Universität Utrecht (2023)[5]
- Vladimir Ivanovich Vernadsky Medal (2025)

## Veröffentlichungen (Auswahl)
- Corinne Le Quéré u. a. (2007). Saturation of the Southern Ocean CO2 Sink Due to Recent Climate Change. Science, 316(5832), 1735–1738, doi:10.1126/science.1136188
- Corinne Le Quéré u. a. (2009). Trends in the sources and sinks of carbon dioxide. Nature Geoscience, 2(12), 831. doi:10.1038/ngeo689
- Corinne Le Quéré u. a. (2016). Global carbon budget 2016. Earth System Science Data (Online), 8(2). doi:10.5194/essd-8-605-2016